# Milva Alexander Platz
Milva (Alexander Platz) è un album della cantante italiana Milva, pubblicato dall'etichetta discografica RCA Victor nel 1982.

## Il disco
Si tratta della versione cantata in francese dell'album Milva e dintorni, pubblicato nello stesso anno in Italia, Germania e Giappone. I brani all'interno del 33 giri sono disposti in un ordine leggermente diverso rispetto alla versione italiana. Autori dei brani in italiano sono Franco Battiato e Giusto Pio, mentre per le versioni in francese, i testi sono stati curati da Claude Lemesle e Thierry Séchan eccezion fatta per i primi due brani tradotti da Massimo Gallerani (allora compagno della cantante).
Tra i musicisti Filippo Destrieri (tastiera), Paolo Donnarumma (basso), Alberto Radius (chitarra). Le basi musicali utilizzate, arrangiate da Franco Battiato e Giusto Pio, sono le stesse della versione italiana. Le fotografie sui due lati della copertina dell'album sono di Elisabetta Catalano, quella sulla busta interna è di Massimo Gallerani. La busta interna contiene i testi di tutte le canzoni.

## Tracce
Musiche Battiato-Pio, arrangiamenti Battiato-Pio.
1. Alexander Platz (Cohen -Battiato – Pio) – 3:30
2. L'avion (Battiato – Pio – Gallerani) – 3:37
3. Les temps modernes (Battiato – Pio – Gallerani - Lemesle) – 3:40
4. Butterfly (Battiato – Pio – Sechan) (voce maschile di Franco Battiato) – 3:47
5. Poggibonsi (chanter pour ne pas pleurer) (Battiato – Pio – Sechan)– 3:50
6. Les femmes du vieux temps (Battiato – Pio – Lemesle) – 3:04
7. Tu penses a quoi? (Gallerani – Battiato – Pio) – 3:45
8. La passion selon Milva (Battiato – Pio - Sechan) – 2:57
9. En silence (Battiato – Pio – Sechan) – 3:38

## Formazione
- Milva – voce
- Filippo Destrieri – tastiera
- Alberto Radius – chitarra
- Paolo Donnarumma – basso
- Flaviano Cuffari – batteria
- Madrigalisti Di Milano – cori